# Paolo dal Pozzo Toscanelli
Paolo dal Pozzo Toscanelli (Firenze, 21 aprile 1397 – Pisa, 10 maggio 1482) è stato un matematico, astronomo e cartografo italiano.

## Biografia
Paolo dal Pozzo Toscanelli nacque a Firenze nel 1397.
Dopo aver compiuto i primi studi superiori presso lo Studio fiorentino, si recò all'Università di Padova dove studiò matematica e si laureò in medicina. Fu amico di Leon Battista Alberti e di Filippo Brunelleschi, al quale insegnò nozioni di matematica. Si è supposto che lo abbia anche aiutato con i calcoli per la costruzione della cupola di Santa Maria del Fiore. Proprio in questa chiesa, oggi possiamo osservare lo gnomone che Toscanelli realizzò, che all'epoca era il più alto mai costruito.
Le sue osservazioni di comete sono le prime di cui abbiamo notizia: determinò molte posizioni delle comete del 1433, 1449-1450, 1456, 1457 e 1472, tracciandone le orbite su mappe stellari da lui preparate.
Come cartografo, sulla base della Geografia di Tolomeo, che da poco era stata ritrovata e tradotta, disegnò un planisfero, purtroppo perduto, che mostrava come si potessero raggiungere le Indie attraverso l'Oceano Atlantico. Il suo calcolo, riproducendo gli errori commessi da Tolomeo, sottostimava la distanza da percorrere a questo scopo, riducendola a circa la metà di quella reale. È famosa una sua lettera ad Alfonso V del Portogallo, lettera che Cristoforo Colombo ben conosceva in quanto la trascrisse su uno dei propri libri, nella quale sosteneva che la via più breve per raggiungere l'Oriente dell'Asia fosse quella attraverso l'Atlantico.
Non ci sono rimaste opere di Toscanelli, tranne pochi appunti. Si è tentato di attribuirgli un trattato anonimo di ottica.
Gli sono stati dedicati l'asteroide 8209 Toscanelli, un cratere sulla Luna di 7 km di diametro e sempre sulla Luna una catena di montagne di 70 km di lunghezza, la Rupes Toscanelli.